# John Braithwaite (ingeniero)
John Braithwaite, el joven, (19 de marzo de 1797 - 25 de septiembre de 1870) fue un ingeniero británico que inventó el primer carro de bomberos a vapor. También codiseñó la primera locomotora capaz de cubrir una milla en menos de un minuto. 

## Primeros años
Braithwaite era el tercer hijo de John Braithwaite el viejo. Nació en 1 Bath Place, New Road, Londres, el 19 de marzo de 1797 y, después de haber sido educado en la escuela del señor Lord en Tooting (Surrey), comenzó a frecuentar la fábrica de su padre, donde adquirió por sí mismo una gran maestría en ingeniería práctica, y se convirtió en un hábil dibujante En junio de 1818 murió su padre, dejando el negocio a sus hijos Francis y John. Francis murió en 1823, y John Braithwaite continuó el negocio en solitario. Añadió a las actividades de la compañía la fabricación de máquinas de vapor de alta presión. En 1817 informó ante la Cámara de los Comunes sobre la explosión del barco de vapor Norwich, y en 1820 diseñó la ventilación de la Cámara de los Lores utilizando de bombas de aire. En 1822 diseñó un burro de vapor, y en 1823 se encargó de la fundición de la estatua del duque de Kent, obra del escultor Sebastian Gahagan, que se erigió en Portland Place, Londres. 

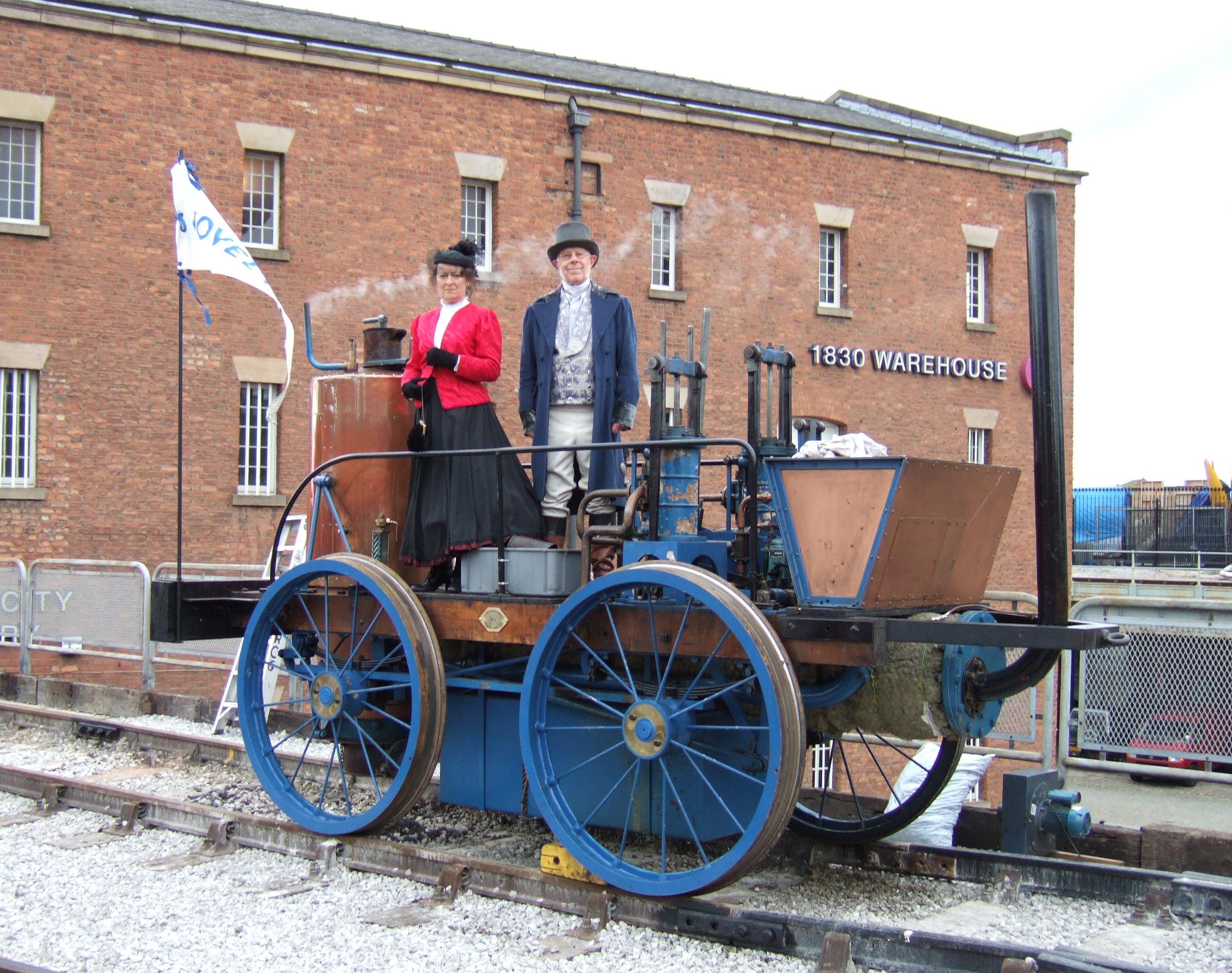
Réplica moderna de la Novelty, con un descendiente de Braithwaite a bordo

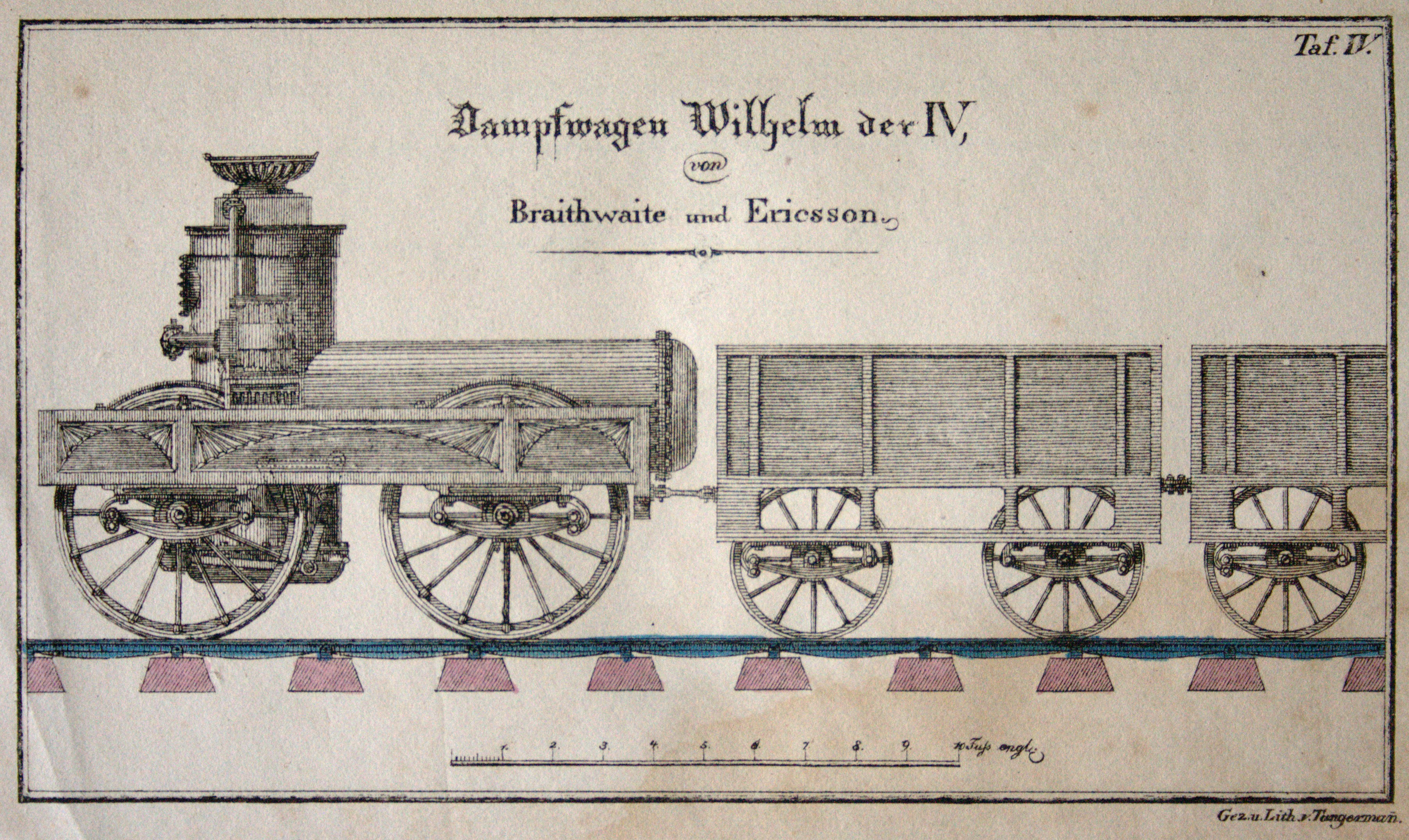
Dibujo de una locomotora de vapor que lleva el nombre de Guillermo IV

Le presentaron a George y Robert Stephenson en 1827, y casi al mismo tiempo conoció al Capitán John Ericsson, quien entonces tenía muchos planes a la vista. En 1829, Braithwaite y Ericsson construyeron para las Pruebas de Rainhill la locomotora de vapor The Novelty, la primera en recorrer una milla en menos de minuto (cincuenta y seis segundos).

## Carros de bomberos

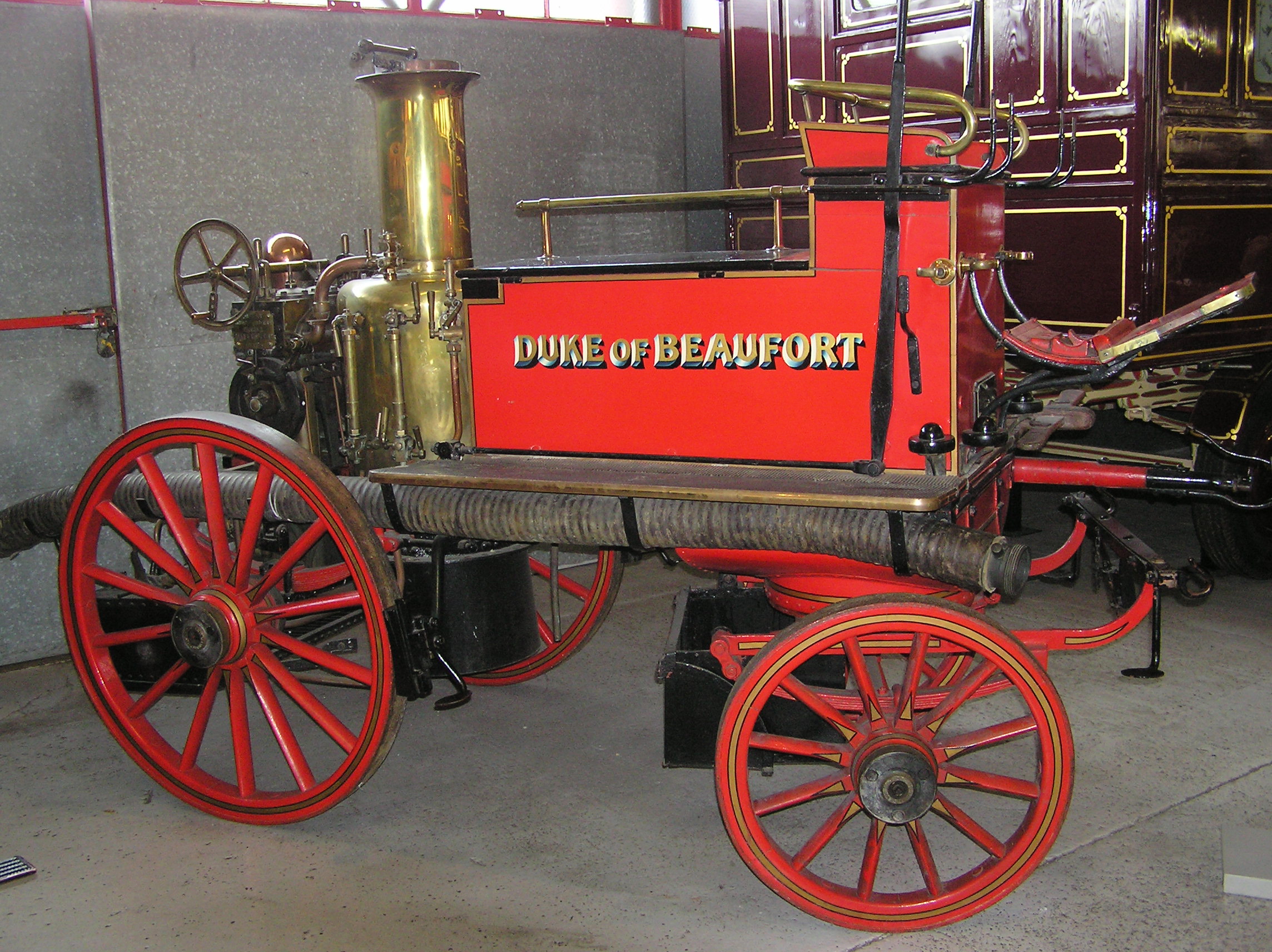
Carro de bomberos a vapor de 1906 en Inglaterra. El agua es bombeada contra el fuego por una máquina de vapor de doble efecto situada a bordo

En aquella época, Braithwaite fabricó el primer carro de bomberos de vapor práctico, que sería destruido durante una revuelta en Londres. Sin embargo, anteriormente había prestado un buen servicio en el incendio de la Ópera Inglesa en 1830, en la destrucción de las Salas Argyle en 1830 y en el pavoroso incendio de las Casas del Parlamento en 1834. Arrojó dos toneladas de agua por minuto, coque quemado, y el vapor tardó en activarse unos veinte minutos; pero la brigada de bomberos miró la máquina con tantos celos que el inventor tuvo que renunciar. Sin embargo, pronto construyó otras cuatro de mayores dimensiones, dos de las cuales, en Berlín y Liverpool, respectivamente, dieron un gran rendimiento. En 1833 construyó el motor térmico junto con el Capitán Ericsson.

## Ingeniero civil
En 1834, Braithwaite dejó de desempeñar un papel activo en la gestión de la fábrica de motores de New Road, y comenzó a ejercer como ingeniero civil en diversas obras públicas, trabajando como asesor de varios proyectos tanto en el país como en el extranjero, particularmente relacionados con las capacidades y mejoras de las locomotoras. En 1834 diseñó el trazado del Ferrocarril de los Condados del Este (ECR) junto con Charles Blacker Vignoles. La compañía concesionaria del ferrocarril se fundó en 1836, y Braithwaite fue nombrado poco después ingeniero jefe de su construcción.
Por recomendación de Braithwaite, el ancho de vía del ECR se fijó en 5 pies (1524 mm), y la línea se construyó hasta Colchester con este ancho. La plataforma, sin embargo, se hizo lo suficientemente ancha como para alojar una vía de 7 pies 1/4 plg (2140 mm). Por recomendación de Robert Stephenson, los ferrocarriles se ajustaron al cada vez más usual "ancho estándar" de 4' 8,5" (1435 mm). En años posteriores, Braithwaite fue un defensor de vías aún más estrechas. Mientras era ingeniero del ECR, introdujo una máquinas excavadoras y pilotadoras estadounidenses. Abandonó la compañía el 28 de mayo de 1843. 
Fue uno de los fundadores del Railway Times, que comenzó con Joseph Clinton Robertson como editor en 1837, y continuó como propietario único hasta 1845. Se encargó de la preparación de planes para el ferrocarril directo de Exeter, pero la fiebre ferroviaria de la época, y su conexión con algunas especulaciones comerciales, requirió la liquidación de sus asuntos en 1845.

## Ingeniero consultor
En 1844 era propietario de una participación en una patente para extraer petróleo de los esquistos bituminosos, y se construyó una instalación cerca de Weymouth que no pudo solventar las dificultades con las que se enfrentó. Algunos años antes, entre 1836 y 1838, el Capitán Ericsson y Braithwaite habían equipado un bote de canal ordinario con una hélice de tornillo, que partió de Londres por los canales hacia Mánchester el 28 de junio de 1838, regresando por el camino de Oxford y el Támesis a Londres, siendo el primer y último barco de vapor que ha navegado toda la distancia en esas aguas. El experimento fue abandonado debido a la deficiencia de agua en los canales y la finalización del sistema ferroviario, lo que desvió el tráfico de pago. En 1844, y nuevamente en 1846, paso mucho tiempo en el continente inspeccionando líneas de ferrocarril en Francia, y a su regreso se le contrató para inspeccionar el puerto de Langstone en 1850, y para construir la cervecería Brentford en 1851. Desde ese año estuvo principalmente participó en proyectos desde su oficina. Actuó como ingeniero consultor, asesorando sobre diversas cuestiones mecánicas importantes para patentes y otros fines.

## Reconocimientos
Braithwaite fue elegido miembro de la Sociedad de Anticuarios en 1819, miembro de la Institución de Ingenieros Civiles el 13 de febrero de 1838, y al momento de su muerte era uno de los miembros más antiguos de la Sociedad de las Artes, después de haber sido elegido en 1819. También fue rector vitalicio de diecisiete instituciones de caridad.

## Familia
John Braithwaite se casó con Caroline o posiblemente Caroline Amelia (1803-1878) y juntos tuvieron al menos 10 hijos (6 hijos y 4 hijas): 
Eliza Emma (n. 1824); Juan (b. 1825); George (n. 1826); Clara Ellen Sophia (n. 1828); Frank (n. 1829); Harriet Frances (n. 1831); Richard Charles (n. 1832); Frederick John (n. 1835); Caroline Anne (n. 1836) y Edward Henry (n. 1838). 
John murió repentinamente en el número 8 de Clifton Gardens, Paddington, el 25 de septiembre de 1870, y sus restos fueron enterrados en el cementerio de Kensal Green. Su esposa murió en 1878. 

## Publicaciones
1. Supplement to Captain Sir John Ross's Narrative of a second voyage in search of a North-West Passage, containing the suppressed facts necessary to an understanding of the cause of the failure of the steam machinery of the Victory 1835. To this work Sir J. Ross published a reply in the same year.
2. Guideway Steam Agriculture, by P. A. Halkett, with a Report by J. Braithwaite 1857[3]